# Caponia chelifera
Espèce
Caponia chelifera est une espèce d'araignées aranéomorphes de la famille des Caponiidae.

## Distribution
Cette espèce se rencontre au Mozambique, au Zimbabwe et en Afrique du Sud au KwaZulu-Natal et au Limpopo.

## Description
Caponia chelifera compte huit yeux.

## Publication originale
- Lessert, 1936 : « Araignées de l'Afrique orientale portugaise, recueillies par MM. P. Lesne et B.-B. Cott. » Revue suisse de zoologie, vol. 43, no 9, p. 207-306 (texte intégral).